# Frespech
Frespech (okzitanisch Frespuèg) ist eine französische Gemeinde mit 283 Einwohnern (Stand 1. Januar 2022) im Département Lot-et-Garonne in der Region Nouvelle-Aquitaine. Sie gehört zum Arrondissement Villeneuve-sur-Lot und zum Kommunalverband Fumel Vallée du Lot. Die Bewohner werden Frespechois genannt.

## Geografie
Die Gemeinde Frespech liegt im Agenais, etwa 20 Kilometer nordöstlich der Stadt Agen. Das 11,7 km² umfassende Gemeindegebiet ist von Wäldern und Hochplateaus mit Äckern und Weiden geprägt. Die Fließgewässer im Gemeindegebiet entwässern über die Tancanne zum Boudouyssou im Einzugsgebiet des Lot.
Zu Frespech gehören die Dörfer Comberatière, Vimenet, Garbil, Fompesquière, Lapoussonie, Sautecrabe und Fontevernié sowie weitere Weiler und Einzelhöfe.
Nachbargemeinden von Frespech sind Auradou im Norden, Massoulès im Nordosten, Massels im Osten, Blaymont im Südosten, Cauzac im Süden, Cassignas im Westen sowie Hautefage-la-Tour im Nordwesten.

## Bevölkerungsentwicklung
| Jahr      | 1962 | 1968 | 1975 | 1982 | 1990 | 1999 | 2006 | 2013 | 2021 |
| Einwohner | 207  | 199  | 209  | 273  | 267  | 275  | 287  | 305  | 288  |

Im Jahr 1793 wurde mit 1886 Bewohnern die bisher höchste Einwohnerzahl ermittelt. Die Zahlen basieren auf den Daten von cassini.ehess und INSEE.

## Sehenswürdigkeiten
- Kirche Notre-Dame aus dem 11. Jahrhundert mit Schieferdach, geöffnet im Sommer, Monument historique seit 1953[3]
- teilweise begehbare Stadtmauer
- Château de Frespech, Monument historique seit 1925[4]
- Überreste der Kirche Saint-Georges des ehemaligen Priorats von Calhavet (Pech de Capelle)

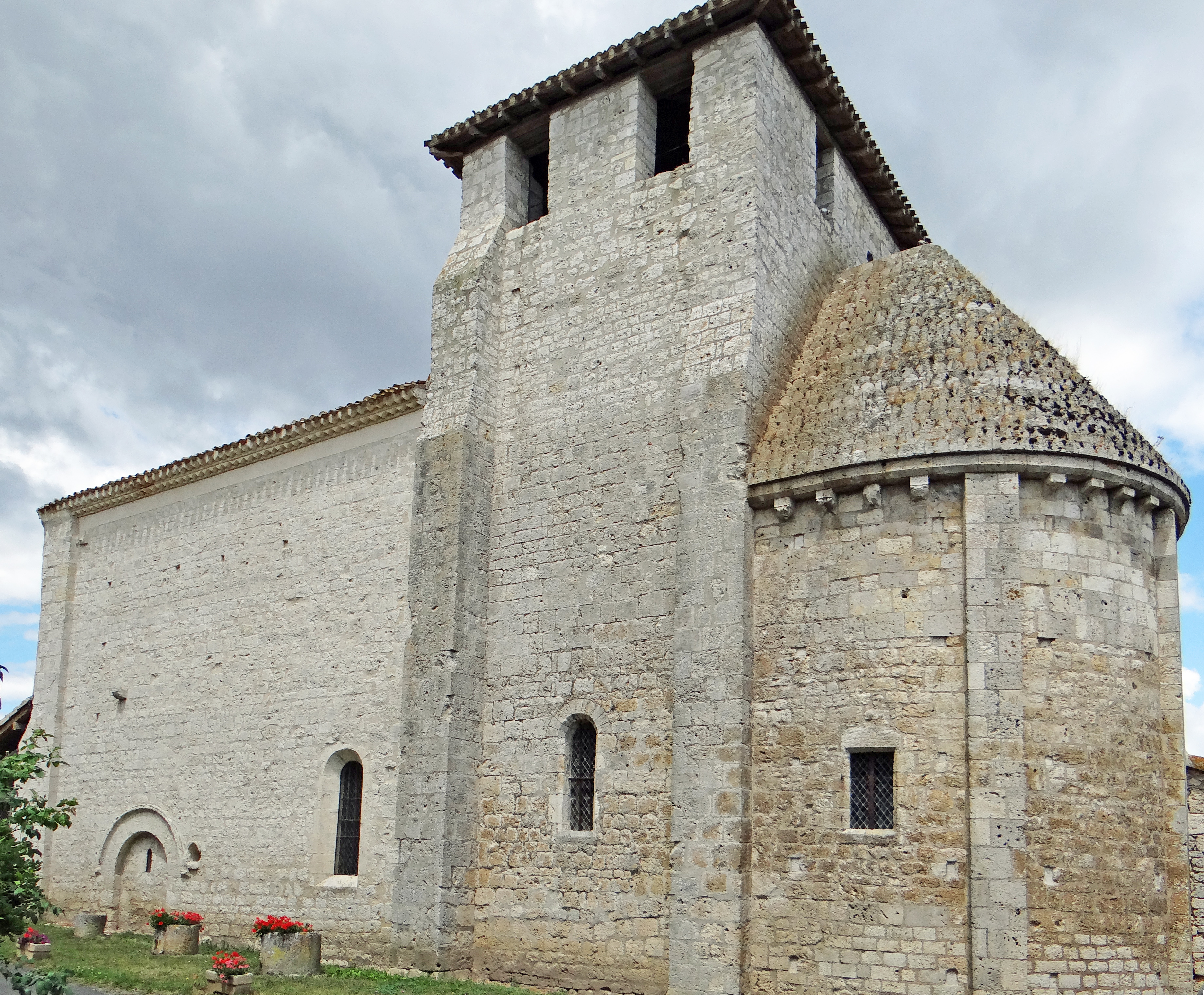
Kirche Notre-Dame
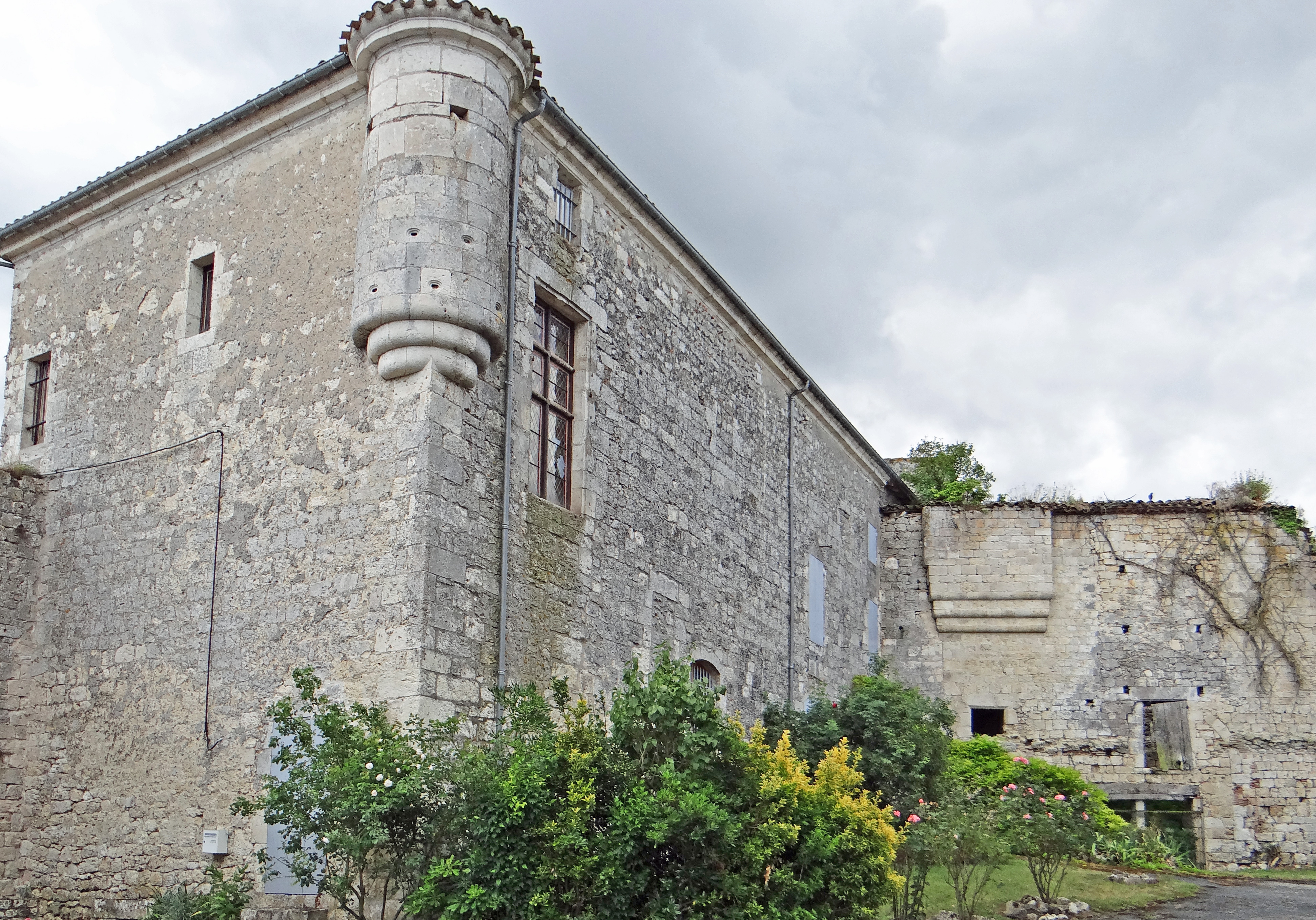
Château de Frespech
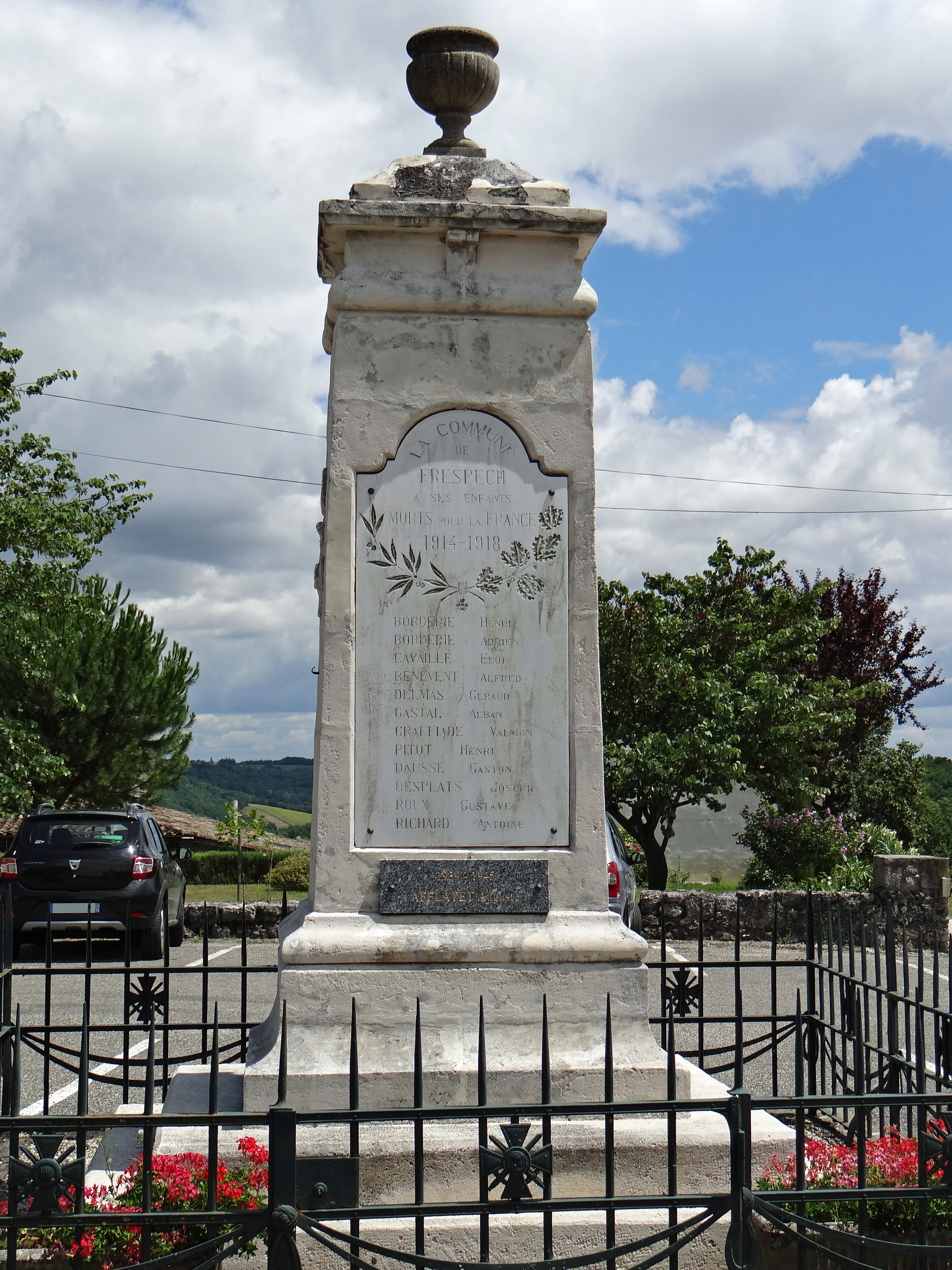
Gefallenendenkmal

## Wirtschaft und Infrastruktur
In Frespech sind 21 Landwirtschaftsbetriebe ansässig (Getreide- und Ölsaatenanbau, Gewürz- und Arzneimittelpflanzenanbau, Zucht von Rindern, Schafen, Ziegen, Pferden und Geflügel). Frespech ist auch Standort einer Fabrik für Pyrotechnik (Artifices et techniques pyrotechniques Maurice / A.T.P.M.) mit Sitz in Hautefage-la-Tour.
An der Südgrenze von Frespech verläuft die Fernstraße D 656 von Agen nach Cahors. In der 20 Kilometer entfernten Stadt Agen besteht ein Anschluss an die Autoroute A 62 von Bordeaux nach Toulouse. Der sieben Kilometer entfernte Bahnhof von Laroque-Timbaut liegt an der Bahnstrecke von Niversac nach Agen.

## Persönlichkeiten
- Antoine Ferrein (1693–1769), geboren in Frespech, französischer Mediziner, Anatom und Chirurg
- Derek Deadman (1940–2014), gestorben in Frespech, englischer Schauspieler

## Belege
1. ↑  Frespech auf cassini.ehess.fr
2. ↑  Frespech auf insee.fr
3. ↑  Kirche Notre-Dame in der Base Mérimée des französischen Kulturministeriums (französisch)
4. ↑  Château de Frespech in der Base Mérimée des französischen Kulturministeriums (französisch)
5. ↑  Landwirtschaftsbetriebe auf annuaire-mairie.fr (französisch)